# Llista de batles de Porreres
Aquesta és la llista de batlles de poble mallorquí de Porreres:
| Núm. | Legislatura (eleccions) | Batle                                                                  | Inici del mandat | Fi del mandat |
| ---- | ----------------------- | ---------------------------------------------------------------------- | ---------------- | ------------- |
| 1    | I (1979)                | Francesc Sastre Mora (UCD), amb majoria absoluta.                      | 1979             | 1983          |
| 2    | II (1983)               | Jaume Martorell Cerdà (UIP), amb majoria simple i el suport de PSM-NM. | 1983             | 1987          |
| 3    | III (1987)              | Josep Roig Salleras (AP), amb pacte amb PSIB-PSOE.                     | 1987             | 1991          |
| 3    | IV (1991)               | Josep Roig Salleras (PP-UM), amb majoria absoluta.                     | 1991             | 1995          |
| 3    | V (1995)                | Josep Roig Salleras (PP), amb majoria absoluta.                        | 1995             | 1999          |
| 4    | VI (1999)               | Joan Sastre Barceló (UM), amb pacte amb PSM-Socialistes de Porreres.   | 1999             | 2003          |
| 4    | VII (2003)              | Joan Sastre Barceló (UM), amb majoria absoluta.                        | 2003             | 2007          |
| 5    | VIII (2007)             | Bernat Bauçà Garau (UM), amb majoria absoluta.                         | 2007             | 2011          |
| 5    | IX (2011)               | Bernat Bauçà Garau (CxI), amb majoria simple. (dimiteix al 2013)       | 2011             | 2013          |
| 6    | IX (2013)               | Francisca Mora Veny (CxI) (PI), amb majoria simple.                    | 2013             | 2015          |
| 6    | X (2015)                | Francisca Mora Veny (PI), amb majoria absoluta.                        | 2015             | 2019          |
| 6    | XI (2019)               | Francisca Mora Veny (PI), amb pacte amb PSIB-PSOE.                     | 2019             | 2023          |
| 6    | XII (2023)              | Francisca Mora Veny (PI), amb pacte amb PP.                            | 2023             | 2027*         |

Llistat extret del llibre "Vida municipal i Nova Planta.Porreres, 1718-1728" (ISBN: 84-604-5850-4)
28 de març de 1718: Bernat Mora, "de Son Gornals".
Octubre 1718: Antoni Morlà, "del Pla".
Juliol 1721: Baltasar Valls "del Serral".
Agost 1724: Bernat Mora, "de Son Gornals".
Juny 1727: Jaume Pastor, "nebot del rector Pastor".

Altres batles de diverses èpoques dels quals hi ha mencions (Font: diversos): 
1 de gener de 1869: Francesc Mora
1 de febrer de 1872: Sebastià Mora Verdera 
24 agost 1873: Gabriel Ferrando
Abril 1923: Antoni Frau Mora 
Octubre 1923: Joan Barceló Feliu, "Apotecari petit" 
Gener 1931: Antoni Frau Mora, "Frau" 
12 d'abril de 1931: Joan Mora Ferrando
6 de març de 1936: Climent Garau Juan, "marió" 

24 d'agost de 1936: Damià Moll Fiol